# Наинитал
Наинитал (на хинди: नैनीताल; на английски: Nainital) е град в Северна Индия, щат Утаракханд. Разположен е на югозападния склон на Хималаите, на 1938 m надморска височина. Населението му е 41 377 души (2011 г.).

## Личности
Родени
- Джим Корбет (1875 – 1955), британски писател и ловец
- Чарлз Орд Уингейт (1903 – 1944), британски офицер